# صدف‌های قلب‌شکل
صدف های قلب شکل (نام علمی: Corculum) نام یک سرده از تیره صدف راه‌راه است.